# Alliance Premier League 1983-1984
L'Alliance Premier League 1983-1984 è stata la 5ª edizione del campionato inglese di calcio di quinta divisione.

## Squadre partecipanti
| Squadra                | Città                | Stagione precedente                                                 |
| ---------------------- | -------------------- | ------------------------------------------------------------------- |
| Altrincham             | Altrincham           | 12º posto in Alliance Premier League                                |
| Bangor City            | Bangor               | 13º posto in Alliance Premier League (promosso)                     |
| Barnet                 | Londra (High Barnet) | 15º posto in Alliance Premier League                                |
| Bath City              | Bath                 | 10º posto in Alliance Premier League                                |
| Boston United          | Boston               | 5º posto in Alliance Premier League                                 |
| Dagenham               | Londra (Dagenham)    | 14º posto in Alliance Premier League                                |
| Enfield                | Londra (Enfield)     | 1º posto in Alliance Premier League                                 |
| Frickley Athletic      | South Elmsall        | 16º posto in Alliance Premier League                                |
| Gateshead              | Gateshead            | 1º posto in Northern Premier League (promosso)                      |
| Kettering Town         | Kettering            | 19º posto in Alliance Premier League                                |
| Kidderminster Harriers | Kidderminster        | 2º posto in Southern League Premier Division (promosso)             |
| Maidstone United       | Maidstone            | 2º posto in Alliance Premier League (non eletto in Football League) |
| Northwich Victoria     | Northwich            | 8º posto in Alliance Premier League                                 |
| Nuneaton Borough       | Nuneaton             | 11º posto in Alliance Premier League                                |
| Runcorn                | Runcorn              | 4º posto in Alliance Premier League                                 |
| Scarborough            | Scarborough          | 9º posto in Alliance Premier League                                 |
| Telford United         | Telford              | 6º posto in Alliance Premier League                                 |
| Trowbridge Town        | Trowbridge           | 18º posto in Alliance Premier League                                |
| Wealdstone             | Londra (Ruislip)     | 3º posto in Alliance Premier League                                 |
| Weymouth               | Weymouth             | 7º posto in Alliance Premier League                                 |
| Worcester City         | Worcester            | 17º posto in Alliance Premier League                                |
| Yeovil Town            | Yeovil               | 20º posto in Alliance Premier League                                |

## Classifica finale
|  | Pos. | Squadra            | Pt | G  | V  | N  | P  | GF | GS | DR  |
|  | ---- | ------------------ | -- | -- | -- | -- | -- | -- | -- | --- |
|  | 1    | Maidstone Utd      | 70 | 42 | 23 | 13 | 6  | 71 | 34 | +37 |
|  | 2    | Nuneaton Borough   | 69 | 42 | 24 | 11 | 7  | 70 | 40 | +30 |
|  | 3    | Altrincham         | 65 | 42 | 23 | 9  | 10 | 64 | 39 | +25 |
|  | 4    | Wealdstone         | 62 | 42 | 21 | 14 | 7  | 75 | 36 | +39 |
|  | 5    | Runcorn            | 62 | 42 | 20 | 13 | 9  | 61 | 45 | +16 |
|  | 6    | Bath City          | 53 | 42 | 17 | 12 | 13 | 60 | 48 | +12 |
|  | 7    | Northwich Victoria | 51 | 42 | 16 | 14 | 12 | 54 | 47 | +7  |
|  | 8    | Worcester City     | 49 | 42 | 15 | 13 | 14 | 64 | 55 | +9  |
|  | 9    | Barnet             | 49 | 42 | 16 | 10 | 16 | 55 | 58 | -3  |
|  | 10   | Kidderminster      | 49 | 42 | 14 | 14 | 14 | 54 | 61 | -7  |
|  | 11   | Telford Utd        | 49 | 42 | 17 | 11 | 14 | 50 | 58 | -8  |
|  | 12   | Frickley Athletic  | 48 | 42 | 17 | 10 | 15 | 68 | 56 | +12 |
|  | 13   | Scarborough        | 48 | 42 | 14 | 16 | 12 | 52 | 55 | -3  |
|  | 14   | Enfield            | 43 | 42 | 14 | 9  | 19 | 61 | 58 | +3  |
|  | 15   | Weymouth           | 42 | 42 | 13 | 8  | 21 | 54 | 65 | -11 |
|  | 16   | Gateshead          | 42 | 42 | 12 | 13 | 17 | 59 | 73 | -14 |
|  | 17   | Boston Utd         | 41 | 42 | 13 | 12 | 17 | 66 | 80 | -12 |
|  | 18   | Dagenham           | 40 | 42 | 14 | 8  | 20 | 57 | 69 | -12 |
|  | 19   | Kettering Town     | 37 | 42 | 12 | 9  | 21 | 53 | 67 | -14 |
|  | 20   | Yeovil Town        | 35 | 42 | 12 | 8  | 22 | 55 | 77 | -22 |
|  | 21   | Bangor City        | 29 | 42 | 10 | 6  | 26 | 54 | 82 | -28 |
|  | 22   | Trowbridge Town    | 19 | 42 | 5  | 7  | 30 | 33 | 87 | -44 |

Legenda:
      Ammesso al processo di elezione in Football League.
      Retrocesso in Northern Premier League 1984-1985.
      Retrocesso in Southern League 1984-1985.
Regolamento:
Tre punti a vittoria esterna, due a vittoria interna, uno a pareggio, zero a sconfitta.
In caso di arrivo di due o più squadre a pari punti, la graduatoria viene stilata secondo i seguenti criteri:
- differenza reti
- maggior numero di gol segnati

## Elezione in Football League
| Club              | Lega                    | Voti | Verdetto   |
| ----------------- | ----------------------- | ---- | ---------- |
| Chester City      | Fourth Division         | 52   | Rieletto   |
| Halifax Town      | Fourth Division         | 52   | Rieletto   |
| Rochdale          | Fourth Division         | 50   | Rieletto   |
| Hartlepool United | Fourth Division         | 32   | Rieletto   |
| Maidstone Utd     | Alliance Premier League | 22   | Non Eletto |